# Kap Froward
Kap Froward (spanska Cabo Froward) är en udde i södra Chile och är den sydligaste platsen på den sydamerikanska kontinenten och tillhör samtidigt världens yttersta platser.

## Geografi
Kap Froward ligger i södra delen av regionen Region de Magallanes y de la Antártica Chilena i södra Patagonien. Udden ligger i den norra delen av Magellans sund på den södra delen av Brunswickhalvön ca 85 km sydväst om staden Punta Arenas.
På udden finns det cirka 24 meter höga metallkorset "Cruz de los Mares" (Havets kors).
Förvaltningsmässigt utgör udden en del av kommunen "Comuna Punta Arenas".

## Historia
Udden döptes i januari 1587 av den engelske upptäcktsresande Thomas Cavendish under dennes resa i området. Cavendish tillbringade även flera månader här under sin resa 1592. Ordet "froward" betyder ungefär hotfull och ogästvänlig.
Den 20 februari 1896 passerade Joshua Slocum, den förste att genomföra en världsomsegling som ensamseglaren, udden ombord på fartyget Spray.
Korset Cruz de los Mares invigdes den 28 mars 1987 inför påven Johannes Paulus II besök i Punta Arenas i april samma år. Det första monumentet på platsen byggdes redan 1913.